# دائرة آيت باها
دائرة آيت باها هي إحدى دوائر إقليم شتوكة آيت باها، التابع لجهة سوس ماسة، المملكة المغربية. تضم الدائرة 10 جماعات قروية، وبلغ عدد سكانها 51938 فرداً سنة 2004 حسب الإحصاء الرسمي للسكان والسكنى. يتبع للدائرة 54 مشيخة و860 دوار.

## التقسيمات الإداريّة
تعتبر دائرة آيت باها إحدى الدوائر المشكّلة لإقليم شتوكة آيت باها، وهو التقسيم الإداري من المستوى الرابع المعتمد في المغرب. ينقسم إقليم شتوكة آيت باها إلى 20 جماعات قروية تختلف من حيث السكان والمساحة، والتي بدورها تنقسم إلى مشيخات تضم عدداً من الدواوير.